# .dj
.dj es el dominio de nivel superior geográfico (ccTLD) para Yibuti.